# David J. Schmidly

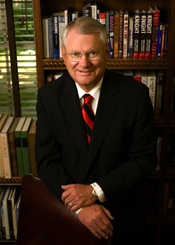
David J. Schmidly (Porträt)

David James Schmidly (* 20. Dezember 1943 in Levelland, Texas) ist ein US-amerikanischer Mammaloge.

## Leben
Schmidly ist der Sohn von Henry James Schmidly und Faye Nauall Akin. 1966 erwarb er seinen Bachelor of Science an der Texas Tech University. 1968 schloss er mit der Arbeit Sexual, geographical, and individual variation in Dipodomys ordii from western Texas unter der Leitung von Robert L. Packard seinen Master of Science an derselben Universität ab. 1971 wurde er mit der Dissertation Systematics and ecology of mice of the Peromyscus boylii species group from northern Mexico and parts of southern United States unter der Leitung von Donald F. Hoffmeister zum Ph.D. an der University of Illinois at Urbana-Champaign promoviert. 
Anschließend trat er in den Lehrkörper des Fachbereichs für Wildtier- und Fischereiwissenschaften an der Texas A&M University ein und bekleidete schließlich zwei wichtige Verwaltungspositionen. Zum einen war er Leiter des Fachbereichs für Wildtier- und Fischereiwissenschaften (von 1986 bis 1992) und zum anderen Chief Executive Officer und Campus-Dekan der Texas A&M University in Galveston (von 1992 bis 1996). 
1996 wurde Schmidly von Robert J. Baker zurück an die Texas Tech University berufen, wo er als Dekan für Hochschulabsolventen sowie als Professor für Biowissenschaften und Kurator für Säugetiere für das Natural Science Research Laboratory tätig war. 
Schmidly wurde schnell zum Vizepräsidenten für Forschung und Graduiertenstudien und im Jahr 2000 dann zum Präsidenten der Texas Tech University befördert. In dieser Funktion war er bis 2003 tätig, als er Professor Emeritus den Posten des Präsidenten und Chief Executive Officer des Oklahoma State University System annahm.
Schmidlys Forschungsinteressen umfassen die Systematik, Taxonomie, die Naturgeschichte und dem Management der nicht jagdbaren Säugetiere der Nearktis und Neotropis, mit besonderem Interesse an der Erhaltung der Artenvielfalt in Texas, dem Südwesten der Vereinigten Staaten und Mexiko, den Meeressäugern des Golfs von Mexiko, dem Naturschutzmanagement sowie der Nutzung von biologischen Sammlungen. Er hat 99 wissenschaftliche Publikationen und sieben Bücher veröffentlicht. Zu seinen bekanntesten Schriften gehören die fünfte (1995; Co-Autor mit William B. Davis) und sechste (2004) Auflage von The Mammals of Texas. Das Buch gilt als Standardwerk für texanische Säugetierforscher und wird von vielen Universitäten und Hochschulen des Bundesstaates, die Kurse in Säugetierkunde anbieten, als Lehrbuch oder primäres Referenzmaterial verwendet. Ein weiteres Buch, Texas Natural History: A Century of Change, das 2001 beim Verlag Texas Tech University Press veröffentlicht wurde, beschreibt die Geschichte der Säugetierkunde in Texas und die Veränderungen in der Naturgeschichte der texanischen Säugetiere als Folge menschlicher Einflüsse im 20. Jahrhundert.
Schmidly war von 1980 bis 1981 Präsident der South-Western Association of Naturalists und von 1985 bis 1986 der Texas Society of Mammalogists. Im Jahr 2003 wurde er in die Texas Hall of Fame for Science, Mathematics, and Technology gewählt, die ihn als ersten Preisträger mit dem Harvey Weil Professional Conservationist Award würdigte. Er war drei Jahre lang Herausgeber des Journal of Mammalogy der American Society of Mammalogists (ASM) gehörte von 1978 bis 1999 dem ASM-Vorstand an. Schmidly war 1988 der erste Empfänger des Donald W. Tinkle Research Excellence Award der Southwestern Association of Naturalists. Im Jahr 1999 ernannte die Texas Society of Mammalogists Schmidly zum Ehrenmitglied. Im Jahr 2003 ehrte die American Society of Mammalogists seine Beiträge zur Ausbildung in der Säugetierkunde mit dem Joseph Grinnell Award. Ferner ist Schmidly Mitglied bei Sigma Xi und bei der Society for Conservation Biology.
Schmidly gehört zu den Erstbeschreibern der Hooper-Hirschmaus (Peromyscus hooperi) Lee & Schmidly, 1977 und der Kilpatrick-Hirschmaus (Peromyscus kilpatricki) Bradley, Ordóñez-Garza, Ceballos, Rogers & Schmidly, 2016

## Dedikationsnamen
Nach Schmidly sind die Durango-Hirschmaus (Peromyscus schmidlyi) Bradley, 2004 und die Schmidly-Hirschmaus (Habromys schmidlyi) Romo-Vázquez, León-Paniagua & Sánchez, 2005 benannt.